# Cerkev svetega Lenarta, Lenart v Slovenskih goricah
Cerkev sv. Lenarta v Lenartu v Slovenskih goricah je župnijska cerkev Župnije Lenart v Slovenskih goricah.
Prvič je bila cerkev omenjena že 1196 leta. Današnja cerkev stoji na vzpetini nad trgom. V preteklosti jo je obdajalo taborsko obzidje, ki pa so ga deloma odstranili, preostali del pa znižali. 
Sedanja cerkvena stavba je z začetka 16. stoletja. Postopoma so ji dozidali stranski kapeli in zakristijo ter postavili nov zvonik. Obnovljena je bila v 50. letih 20. stoletja. Kljub prenovi je cerkev lep primer pozne gotike. 
Notranjost je kamnoseško obogatena z oseškim peščenjakom. Bogata je cerkvena oprema. Glavni oltar in stranska oltarja iz leta 1769 sta delo Jožefa Holzingerja, sliki sta Kremser – Schmidtovi.
V cerkvi je grobnica grofov Herbersteinov, ki so bili lastniki gradu Hrastovec od leta 1909 do konca druge svetovne vojne.